# Udmurtische Staatliche Universität
Die Udmurtische Staatliche Universität ist eine Hochschule in Ischewsk, Udmurtien (Russland).

## Geschichte
Im Jahr 1931 wurde das Udmurtische Staatliche Pädagogische Institut (UGPI) gegründet, Institut bekam 1958 eine zweite Kategorie im russischen Hochschulsystem und damit das Recht, eine eigene Aspirantur einzurichten. Das Udmurtische Staatliche Pädagogische Institut wurde im Jahr 1971 in Udmurtische Staatliche Universität umbenannt.

## Fakultäten und Institute
Die Udmunder Staatliche Universität verfügt über Fakultäten in Biologie und Chemie, Geographie, Geschichte, Mathematik und Erdölförderung. Außerdem verfügt die Universität über Fakultäten in Pädagogik und Sport, Journalistik, Fremdsprachen im Beruf, Medizin und Biotechnologie, Psychologie und Pädagogik, Soziologie und Philosophie, Russische Philologie und Literatur sowie für Physik. Zudem gibt es eine Fakultät für Weiterbildung
Institute für Ökologie und Umweltschutz, Literatur und Sprache, Kunst und Design und Soziale Kommunikation, sowie für Recht, öffentliche Verwaltung und Sicherheit sind einige der an der Udmunder Staatliche Universität vorhandene Einrichtungen, daneben sind Institute für Wirtschaftswissenschaften und Politikwissenschaften vorhanden.